# Eremobatinae
Sous-famille
Synonymes
- Dataminae Kraepelin, 1899
- Eremorhaxinae Roewer, 1934

Les Eremobatinae sont une sous-famille de solifuges de la famille des Eremobatidae.

## Distribution
Les espèces de cette sous-famille se rencontrent aux États-Unis, au Mexique et au Canada.

## Liste des genres
Selon Solifuges of the World (version 1.0) :
- Eremobates Banks, 1900
- Eremocosta Roewer, 1934
- Eremorhax Roewer, 1934
- Eremothera Muma, 1951
- Horribates Muma, 1962

## Publication originale
- Kraepelin, 1901 : Palpigradi und Solifugae. Tierreich, vol. 12, p. 1–159 (texte intégral).